# Профсоюзна (станція метро, Москва)
55°40′41″ пн. ш. 37°33′46″ сх. д. / 55.67806° пн. ш. 37.56278° сх. д.
«Профсоюзна» (рос. Профсоюзная) — станція Калузько-Ризької лінії Московського метрополітену. Розташована між станціями «Академічна» і «Нові Черемушки».
Станцію відкрито 13 жовтня 1962 у складі черги «Жовтнева» — «Нові Черемушки». Названа по своєму розташуванню на Профсоюзній вулиці. У проекті мала назву «Ломоносовська».

## Вестибюлі й пересадки
Наземний вестибюль відсутній, вихід здійснюється через підземні переходи на Профсоюзну вулицю і на Нахімовський проспект, площу Йосипа Броз Тіто.
- Автобуси: м19, е29, 41, 57, 67, 113, 121, 130, 153, 196, 684, 944, 968, т52, т85

## Технічна характеристика
Конструкція станції — колонна трипрогінна мілкого закладення (глибина закладення — 7 м). На станції — два ряди по 40 залізобетонних колон з кроком 4 м.

## Колійний розвиток
Станція без колійного розвитку.

## Оздоблення
Колони оздоблено сірим (з прожилками) мармуром . Колійні стіни — ромбоподібною керамічною плиткою; підлога викладена червоним і сірим гранітом. Архітектурне оформлення — одне з найскромніших у Московському метрополітені.